# Joely Richardson
Joely Kim Richardson (Londen, 9 januari 1965) is een Engelse televisie- en filmactrice. Ze werd voor haar rol als Julia McNamara in de dramaserie Nip/Tuck in zowel 2004 als 2005 genomineerd voor zowel een Golden Globe als een Golden Satellite Award. Eerder werd ze genomineerd voor een Independent Spirit Award voor haar bijrol als Eleanor Dunston in de romantische dramafilm Under Heaven.
Richardson is een van de twee dochters van regisseur Tony Richardson en actrice Vanessa Redgrave, beiden Oscar-winnaars. Het acteren werd zowel haar als haar in 2009 verongelukte zus Natasha Richardson zodoende met de paplepel ingegoten. Amper drie jaar oud kon ze zichzelf al in een film terugzien, toen nog wel als figurant in het door haar vader geregisseerde The Charge of the Light Brigade.
Richardsons daadwerkelijke acteerdebuut was eveneens onder regie van haar vader, die in 1984 een boek van John Irving verfilmde tot The Hotel New Hampshire. Sindsdien was ze meer dan 25 keer op het witte doek te zien en daarnaast ook in een handvol televisiefilms. Afgezien van eenmalige gastrollen hier en daar verscheen Richardson nooit in televisieseries, totdat ze in 2003 als Julia McNamara een rol in de vaste cast van Nip/Tuck kreeg.
Richardson trouwde in januari 1992 met televisie- en filmproducent Tim Bevan. Ze kreeg in maart van datzelfde jaar een dochter Daisy Bevan, die als the Princess Royal samen met haar moeder te zien is in de historische dramafilm The Affair of the Necklace (2001). Het huwelijk tussen Richardson en Bevan liep in juli 2001 op de klippen.

## Filmografie
*Exclusief 5+ televisiefilms
| - Red Sparrow (2018) - In Darkness (2018) - The Devil's Violinist (2013) - Thanks for Sharing (2012) - Red Lights (2012) - The Girl with the Dragon Tattoo (2011) - Anonymous (2011) - The Christmas Miracle of Jonathan Toomey (2007) - The Last Mimzy (2007) - The Fever (2004) - Shoreditch (2003) - The Affair of the Necklace (2001) - The Patriot (2000) - Return to Me (2000) - Maybe Baby (2000) - Toy Boys (1999) - The Tribe (1998) - Under Heaven (1998) | - Wrestling with Alligators (1998) - Event Horizon (1997) - 101 Dalmatians (1996) - Hollow Reed (1996) - Loch Ness (1996) - Sister My Sister (1994) - I'll Do Anything (1994) - Rebecca's Daughters (1992) - Shining Through (1992) - King Ralph (1991) - A proposito di quella strana ragazza (1989, aka About That Foreign Girl) - Drowning by Numbers (1988) - Body Contact (1987) - Wetherby (1985) - The Hotel New Hampshire (1984) - The Charge of the Light Brigade (1968 - als figurant) |

## Televisieseries
*Exclusief eenmalige gastrollen
- The Sandman - Ethel Cripps (2022, drie afleveringen)
- The Tudors - Catherine Parr (2010, vijf afleveringen)
- Nip/Tuck - Julia McNamara (2003-2010, 100 afleveringen)
- The Day of the Triffids - Jo Playton (2009, twee afleveringen - miniserie)
- Lady Chatterley - Lady Chatterley (1993, vier afleveringen - miniserie)
- Behaving Badly - Serafina (1989, vier afleveringen - miniserie)

- Bibsys: 2121873
- Biblioteca Nacional de España: XX1260624
- Bibliothèque nationale de France: cb140279082 (data)
- Gemeinsame Normdatei: 141017163
- International Standard Name Identifier: 0000 0001 0939 645X
- Library of Congress Control Number: no00066279
- Nationale Bibliotheek van Tsjechië: pna2012686426
- Nationale bibliotheek van Australië: 36017353
- Nationale Bibliotheek van Israël: 987007424735205171
- Nationale Bibliotheek van Polen: a0000001630909
- Nederlandse Thesaurus van Auteursnamen: 292016662
- SNAC: w60k3n14
- Système universitaire de documentation: 068867867
- Trove: 1187525
- Virtual International Authority File: 120272613
- WorldCat: E39PBJvMyBptHfBq3tKfmkCvpP